# بریدن آلت تناسلی زنان در اسلام
ختنه زنان (به عربی: ختان اناث) یا بریدن آلت تناسلی زنان (به انگلیسی: Female genital cutting) یا ناقص‌سازی جنسی زنان یا مثله کردن جنسی زنان (به انگلیسی: female genital mutilation) به پیش از اسلام نیز وجود داشت. و در متون اسلامی و عربی، «خفض» یا «خفاض» به‌صورت خاص در اشاره به ختنه زنان استفاده می‌شود درحالی‌که الفاظ «ختن» یا «ختان» برای هم مرد و هم زن استفاده می‌شود. در اینجا خفض در لغوی‌اش به معنی «کاستن» به‌کار رفته‌است. در عربستان سعودی، در محدوده‌ای که به حجاز معروف است و اسلام از آنجا سرچشمه گرفته‌است، در طول مدت زندگی محمد نیز برش دستگاه تناسلی زنان وجود داشته‌است. قرآن در مورد ختنه (چه مرد و چه زن) صحبتی نمی‌کند.
در طی دو دهه پایانی قرن بیستم، نوشته‌های آکادمیک و وسایل ارتباط جمعی برش دستگاه تناسلی زنان را به‌صورت برجسته‌ای به آفریقا و اسلام نسبت داده‌اند. به‌گفتهٔ محقق نور قسّام‌علی، به شکل تناقض‌آمیزی، هم از اسلام برای توجیه و هم برای محکوم کردن این سنت استفاده شده‌است. داده‌های موجود نشان می‌دهد که این رسم در بین مسلمانانی ختنه زنان رواج گرفته‌است که به‌عنوان سنتی محلی شان قبلاً موجود بوده و پس از ورود اسلام توسط فقیهان محلی توجیه اسلامی شده‌است، و به‌عنوان سنتی اسلامی درآمده‌است. شواهد قوی وجود دارد که بسیاری از فقهای مسلمان رسم ختنه زنان را مورد تأیید قرار داده و آن را توصیه کردند. امروزه اکثر الهی‌دانان مسلمان ختنه زنان را غیرضروری و متناقض با اسلام راستین می‌دانند. برخی از روحانیون مسلمان معاصر برش دستگاه تناسلی زنان را با توجه به اصل کلی اسلامی که بریدن هر بخش بدن تنها زمانی مجاز است که سود آن از ضررش بیشتر باشد، رد کرده‌اند.

## در منابع اسلامی
هرچند قرآن در این باره سخنی نیاورده‌است ولی توجیهات فقیهان بیشتر بر پایه حدیث منسوب به محمد است که بر اساس روایت معروف آن، محمد به زنی در مدینه که ام‌عطیه‌اش می‌خواندند و زنان را ختنه می‌کرد گفت که «ام‌عطیه هنگامی که زنی را ختنه می‌کنی از اندام وی بسیار مبر تا روی او روشن‌تر باشدو نزد شوی دوست‌تر باشد.» در شکل دیگری از همان حدیث، ذکر شده‌است که «نسبت به ختنه زنان شدت نشان ندهید چرا که این برای زن لذت بخش تر بوده و مورد پسند شوهر می‌باشد.» هرچند فقیهان به صورت کلی ضعف زنجیره انتقال این حدیث را که در سنن ابن داوود (و نه بخاری و مسلم) نقل شده، پذیرفته‌اند. به گفتهٔ محقق میناردوس در حدیث فوق که به محمد نسبت داده شده‌است گونه عجیبی از حس زیبایی‌شناسی، نمایشی از مردسالاری، و اجازه‌ای بر انجام این عمل مشروط به اینکه کل دستگاه جنسی زنان یا حتی تمام کلیتوریس بریده نشود، دیده می‌شود. اگرچه متن و لغت‌نامه‌ها حدود این برش حداقلی را واضحاً بیان نمی‌کنند ولی مترادف بودن ختن/ختان و خفد/خفاد او را به این سمت هدایت می‌کند که برش حداقلی که این حدیث به آن اشاره دارد بریدن «پوست روکش کلیتوریس» می‌باشد.
بر اساس روایاتی پیامبر اسلام در اشاره به ختنه‌گر زنان از لفظ «مقطعة البظور» (به معنی «برنده کلیتوریس‌ها») - و نه لغات رایج خاتنة و مبظر- استفاده کرد. به‌گفتهٔ محقق میناردوس در حالی که به نظر نمی‌آید لغات خاتنة و مبظر، معنی خفت باری را به ختنه‌گر نسبت دهد، استفاده از لفظ «مقطعة البظور» جهت اشاره به ختنه‌گر زنان حالتی تحقیرآمیز نسبت به ختنه‌گر زنان دارد.
در تاریخ بلعمی آمده‌است که ساره (همسر ابراهیم و مادر اسحاق) به هاجر (همسر دیگر ابراهیم و مادر اسماعیل) رشک می‌برد و سوگند خورد که یکی اندامش را ببرد. اما از خدای ترسید ولی چون سوگند خورده بود، چاره‌ای نداشت و ناچار لختی از فرج او را برید تا هاجر را کمتر آرزوی مردان آید. پس از بریده شدن فرج هاجر به دست ساره ختنه بر ساره هم واجب شد. فقیه ابن قیم الجوزیة که این روایت را نقل می‌کند می‌افزاید که صحت این روایت فقط بر خدا روشن است. جاحظ در الحَیَوان می‌گوید که «ختنه مردان و زنان از زمان ابراهیم و هاجر تا روزگار او در بین اعراب مرسوم بوده‌است.»

## در تسنن
احمد ابن حنبل ختنه زنان را مکرمه (عمل نجیب) و نه واجب می‌دانست. در میان چهار فرقه اهل سنت تنها شافعی‌ها هستند که ختنه زنان را لازم می‌دانند. به‌گفتهٔ فقیه النووی در ختنه زنان واجب است پوست کوچکی که در نوک دستگاه جنسی زنان قرار دارد بریده شود. شافعی‌ها بیشتر در مالزی و اندونزی زندگی می‌کنند. اما مرکزیت دینی آن‌ها در الازهر مصر می‌باشد.
اگر چه واجب بودن ختنه مورد جدال بوده‌است، ولی فقها «مهار امیال جنسی افراطی زنان» را لازم دانسته اگر چه حق لذت بردن جنسی مشروع زن را تأیید کرده و برخی تحریک جنسی زن قبل از رابطه جنسی را لازم می‌دانستند. آن دسته از فقهایی که ختنه را لازم می‌دانستند «مهار امیال جنسی افراطی زنان» را از دلایل آن برمی‌شمردند. نظر فقها این بود که اگر این میل «مهار» نشود به فساد اجتماعی می‌انجامد. از جمله بیم‌های ایشان چنان‌که از بیان جاحظ بر می‌آید، [نوعی] لذت‌بردن زن در رابطهٔ جنسی بود که با بریدن آلت تناسلی وی می‌شد این لذت را از وی سلب کرد. در جهان‌بینی دسته‌ای از علمای اسلام تضمین پاک‌دامنی دختران تنها با ناقص‌کردن جنسی ایشان ممکن بود. این تفکرات تا زمان معاصر ادامه داشته‌است. نمونه‌های پررنگ آن را در فتاوی مفتیان بزرگ مصر می‌توان دید. برای نمونه جاد الحق مفتی اعظم الازهر مصر در سال ۱۹۹۴ فتوایی داد که در آن دختران ختنه نشده را «دارای مزاج تند و عادات بد» دانسته شده‌اند که ممکن است طعمه «بی‌اخلاقی و فساد» شوند. مفتی بزرگ× ختنه زنان را یک «سنت قابل ستایش که به زن احترام می‌گذارد» و سنت مذهبی‌ای که به اندازه نماز خواندن مهم است، دانست. پس از مرگ جاد الحق، محمد سید طنطاوی مفتی اعظم الازهر شده که با چرخش کامل از دیدگاه جاد الحق نجابت زنان را نه به ختنه، بلکه در آموزش و تربیت اخلاقی و مذهبی مناسب می‌دید. او همچنین اعلام کرد که هیچ شاهدی مبنی بر اینکه پیامبر اسلام محمد دختران خودش را ختنه کرده باشد نیافته‌است. بزودی حکومت مصر ختنه زنان را ممنوع اعلام کرد، اما سال بعد هنگامی که مفتی اعظم جدید الازهر شیخ نصر فرید واصل فتوایی داد که اجازه انجام ختنه را می‌داد (هرچند آن را واجب نمی‌دانست)، دادگاهی این ممنوعیت ایجاد شده توسط دولت را لغو کرد. در سال ۱۹۹۷، هنگامی که تعدادی از علمای الازهر ادعا نمودند که ختنه زنان رسمی اسلامی است. این نظر با واکنش اکثر علما مواجه شد که نظر فوق را رد کردند. گروه مقابل اعتقاد داشتند که محمد، پیامبر مسلمانان، مردم را از این عمل نهی کرده و آن را سنتی فرعونی دانسته‌است.

## در تشیع
در بین شیعیان نیز ختنه زنان بجز یک استثناء شیوع ندارد: فرقه مستعلوی که ریشه خود را به فاطمیان می‌رسانند و در این مورد پیرو تعلیمات قاضی ابو حنیفه النعمان می‌باشند. نظر کلی شیعیان بر پایه حدیثی است که ابن بابویه از علی، امام نخست شیعیان نقل می‌کند که «ایرادی ندارد اگر زنان را ختنه نکنید، ولی برای مردان واجب است». همچنین علامه حلی نیز حدیثی را از علی ابن ابیطالب نقل می‌کند که «ختنه مردان واجب است، ولی ختنه زنان توصیه می‌شود.» بااین‌حال، چون این عمل در بین ایرانیان و عراقیان پایگاه فرهنگی نداشته‌است، در بین شیعیان یافت نمی‌شود.
هر چند مراجع تقلیدی مانند خوانساری و سید محمد تقی مدرسی ختنه کردن زنان را مستحب دانسته‌اند، سید محمد حسین فضل‌الله، یکی دیگر از مراجع تقلید، ختنه کردن زنان و دختران را از سنّت‌های مستحب ندانسته و آن را سنتی جاهلی دانسته‌است که «اسلام آن را از دایره احکام بیرون ساخته‌است تا جزو متغیرهای اجتماعی قرار گیرد.» او چنین اعمالی را در صورت آسیب‌رسانی جسمی به فرد حرام دانسته‌است. ناصر مکارم شیرازی مرجع تقلید شیعه ختنه زنان را ممنوع کرده‌است.
فتوای سید علی سیستانی در مورد ختنه دختر و ختنه زن، نشانگر مبغوضیت اسلام نسبت به این رفتار است. ""اگر منظور از ختنه دختر بریدن پوسته عضو جنسی زن (خروسه) باشد، صحیح آنست که این کار سنت شرعی نیست، بلکه در صورتی که به دختر آسیب برساند حرام می باشد .
و اما قطع خود عضو جنسی زن و یا قطع قسمتی از آن به یقین جنایتی در حق دختر محسوب می شود و برای والدین هیچ‌گونه مجوّزی در اقدام به آن وجود ندارد.""